# نورت هالتا
نورت هالتا (به لاتین: North Halta) یک منطقهٔ مسکونی در بنگلادش است که در ناحیه پیروج‌پور واقع شده‌است.